# Kościół św. Jerzego i klasztor Bernardynów w Kownie
Kościół św. Jerzego (lit. Šv. Jurgio Kankinio bažnyčia) – rzymskokatolicki kościół i klasztor w Kownie. Wzniesiony na przełomie XV i XVI w., jest jednym z najstarszych zachowanych kościołów w Kownie. Jest siedzibą parafii prowadzonej przez franciszkanów, w dekanacie Kowno I archidiecezji kowieńskiej.

## Historia
Kościół i klasztor został wzniesiony z fundacji marszałka kowieńskiego i kasztelana grodzieńskiego S. Sędziwojewskiego. Źródła różnią się co do okresu, w którym miała trwać budowa – w literaturze pojawiają się wersje sytuujące budowę w latach 1471–1504, ok. 1492 do ok. 1502-1504, w latach 1495–1510, lub od 1492 do 1512-1513. Obok zamku był to jeden z największych kompleksów budynków murowanych w późnośredniowiecznym Kownie. Prawdopodobnie świątynię zaprojektował Michał Enkinger.
Jeszcze w XVI w. oraz w kolejnym stuleciu kościół był kilkakrotnie niszczony przez pożary. W 1624 r. ogień poważnie uszkodził świątynię, zaś w 1655 r. kościół spustoszyły wojska rosyjskie. Po tych zniszczeniach do świątyni wstawiono nowe barokowe wyposażenie, w tym ambonę i osiem ołtarzy. Wybudowano również chór organowy i drewniane empory. Około 1740 r. we wnętrzu kościoła pojawiły się malowidła przedstawiające stacje Drogi Krzyżowej oraz 28 portretów świętych wywodzących się z zakonu bernardynów. Prawdopodobnie autorami tych dzieł byli sami zakonnicy żyjący w kowieńskim klasztorze bernardynów.
Rząd carski skasował klasztor bernardynów w 1842 r. W 1845 r. w budynkach zamieszkiwanych dotąd przez zakonników urządzono więzienie. W 1864 r. do klasztoru przeniesiono seminarium duchowne diecezji żmudzkiej.
Kościół był remontowany po odzyskaniu niepodległości przez Litwę, w 1921 r. i ponownie w 1936 r. Po II wojnie światowej, gdy Litwa została wcielona do ZSRR, władze radzieckie zamknęły kościół i zaadaptowały go na magazyn leków.
W 1993 r. kościół został przekazany na własność miasta Kowna. Dwa lata później do przejęcia klasztoru zaproszono franciszkanów, którzy od 2005 r. są właścicielami kompleksu, zaś od 2008 r., po remoncie zdewastowanego kościoła, ponownie służą w nim nabożeństwa. Część kompleksu klasztornego została zaadaptowana na pensjonat, w pozostałych funkcjonuje czynny klasztor.